# عبد القادر مهداوي
عبد القادر مهداوي شاعر، كاتب، أستاذ جامعي وأكاديمي جزائري، كتب في الرواية، والقصص القصيرة وله عدد من الكتب النقدية. ولد في الجزائر العاصمة.

## أعماله

### روايات
- رواية باب السبت[2][3]

### النقد
- مثلث بدون أضلاع «أو في الطريق إلى الشعر»
- عمى الأضواء «التفكيك أصوله مفاهيمه واستراتيجياته»
- مجموعة قصصية:
- حكاية مسعود الحزين، منشورات الماهر/ الجزائر

### قصص قصيرة
- يوميات ناقد ميّت
- الجثة
- أريد أن أموت جميلا[4]

قصيدة:
- لارا.. قصيدة الليل الحزينة!!
- «للدمع ضحكٌ وللأحزان أفراحُ.. يا ظلمة النور هذا الليل مصباح»[5]

### مقالات
- أقلام الرصاص
- رسالة إلى ساعي البريد
- علم الخيال - الشّعري
- إلى جاك دريدا.. (عَمَى الأضواء..)
- تفكيكات... التفكيك والعودة إلى بدائية التَلقّي
- تفكيكات... التفكيك لقياس مسافة العلامة
- موت الإنسان
- سلفادور دالي
- عمليات تبشيع
- ألف ليلة وليلة
- النحّات
- ظلُّ الغَزَال

## الجوائز
- كان أول متأهل في مسابقة برنامج «شاعر الجزائر» الذي بثته قناة «الشروق تي في»، ليقوم بإعلان انسحابه من البرنامج في حصة النصف نهائي، وقبل إعلان نتائجها، وقبل مرور كل شعرائها. حاز على جوائز في الشعر والقصة القصيرة والرواية من بينها:
- الجائزة الأولى لمسابقة محمود درويش العالمية للشعر الحر الأردن 2016 عن قصيدته “ناصع كالبندقية” مناصفة مع شاعرين مغربيين وآخر سوري.[6][7][8]
- الجائزة الأولى لجائزة القصة الومضة العالمية مصر 2014 برعاية الاتحاد العالمي للشعراء والمبدعين العرب عن قصته “النحّات”.[9][10]
- الجائزة الأولى لمسابقة قصص على الهواء -مجلة العربي- الكويت ماي 2014
- الجائزة الثانية لمسابقة فنون وثقافة الوطنية للقصيدة العربية الجزائر 2014، (انعدام للجائزة الأولى نظرا لانخفاض المستوى الأدبي مقارنة بالسنوات السابقة).[11][12]
- الجائزة الأولى الطبعة العاشرة لمسابقة مؤسسة فنون وثقافة لولاية الجزائر للقصة القصيرة 2013 عن القصة: «أريد أن أموت جميلا».[4][6]
- جائزة المهرجان الوطني الخامس للشعر الفصيح وادي سوف 2013.[5][13]
- جائزة الرواية القصيرة وادي سوف 2013 عن روايته «باب السبت»
- المركز الأول لجائزة مساواة للقصة القصيرة مصر 2012[بحاجة لمصدر]
- جائزة وميدالية مسابقة صلاح هلال للقصة القصيرة مصر 2012
- المركز الأول لجائزة رابطة أدباء الحرية للقصة القصيرة مصر 2012
- الجائزة الأولى في المسابقة الوطنية القادرية للمديح النبوي بسكرة 2012
- مشارك في نهائيات برنامج أمير الشعراء في أبو ظبي، في المواسم: 2010 و2013 و 2016 و 2018
- الجائزة الوطنية للشعر الطلابي جامعة الأغواط 2004
- الجائزة الوطنية للشعر الطلابي جامعة ورقلة 2003